# Bílovice (district d'Uherské Hradiště)
Pour les articles homonymes, voir Bílovice.
Bílovice (en allemand : Bilowitz) est une commune du district d'Uherské Hradiště, dans la région de Zlín, en République tchèque. Sa population s'élevait à 1 925 habitants en 2020.

## Géographie
Bílovice se trouve à 6 km au nord-est d'Uherské Hradiště, à 17 km au sud-ouest de Zlín et à 250 km au sud-est de Prague.
| Panorama de Bílovice. |

La commune est limitée par Topolná au nord, par Březolupy et Nedachlebice à l'est, par Mistřice et Kněžpole au sud et à l'ouest.

## Histoire
La première mention écrite du village date de 1256.

## Transports
Par la route, Bílovice se trouve à 8 km d'Uherské Hradiště, à 19 km de Zlín, à 84 km de Brno et à 308 km de Prague.

## Administration
La commune se compose de deux quartiers :
- Bílovice
- Včelary